# Some Hearts Are Diamonds (album Chrisa Normana)
Some Hearts Are Diamonds – drugi solowy album brytyjskiego piosenkarza Chrisa Normana wydany w październiku 1986 roku przez wytwórnię Hansa Records. Płyta zawiera 10 nagrań napisanych w większości przez członka zespołu Modern Talking, Dietera Bohlena. Łącznie płytę promowały 3 single: „Midnight Lady”, „Some Hearts Are Diamonds” oraz „No Arms Can Ever Hold You”.
Album był sukcesem komercyjnym, plasując się wysoko na listach sprzedaży w Niemczech, Austrii, Szwajcarii i Norwegii.

## Lista utworów

### Wydanie na płycie winylowej[2]
| Strona A | Strona A                    | Strona A |
| Nr       | Tytuł utworu                | Długość  |
| -------- | --------------------------- | -------- |
| 1.       | „Some Hearts Are Diamonds”  | 3:42     |
| 2.       | „Hunters of the Night”      | 4:03     |
| 3.       | „Chain Reaction”            | 3:40     |
| 4.       | „It's a Tragedy”            | 3:43     |
| 5.       | „No Arms Can Ever Hold You” | 3:42     |
|          |                             | 18:50    |

| Strona B | Strona B                          | Strona B |
| Nr       | Tytuł utworu                      | Długość  |
| -------- | --------------------------------- | -------- |
| 1.       | „Midnight Lady”                   | 4:08     |
| 2.       | „Love for Sale”                   | 3:24     |
| 3.       | „Love Is...”                      | 3:29     |
| 4.       | „Stop at Nothing”                 | 3:29     |
| 5.       | „Till the Night We'll Meet Again” | 4:12     |
|          |                                   | 18:42    |

### Wydanie CD[3]
| Nr  | Tytuł utworu                      | Długość |
| --- | --------------------------------- | ------- |
| 1.  | „Some Hearts Are Diamonds”        | 3:46    |
| 2.  | „Hunters of the Night”            | 4:06    |
| 3.  | „Chain Reaction”                  | 3:43    |
| 4.  | „It's a Tragedy”                  | 3:46    |
| 5.  | „No Arms Can Ever Hold You”       | 3:46    |
| 6.  | „Midnight Lady”                   | 4:11    |
| 7.  | „Love for Sale”                   | 3:28    |
| 8.  | „Love Is...”                      | 3:32    |
| 9.  | „Stop at Nothing”                 | 3:31    |
| 10. | „Till the Night We'll Meet Again” | 4:13    |
|     |                                   | 38:02   |

## Listy przebojów (1986)
| Państwo                     | Najwyższe miejsce |
| --------------------------- | ----------------- |
| Austria (Ö3 Austria Top 40) | 22                |
| Niemcy (GfK Entertainment)  | 14                |
| Norwegia (VG-lista)         | 9                 |
| Szwajcaria (Alben Top 100)  | 9                 |

## Autorzy[8]
- Autor tekstów: Dieter Bohlen (1, 5, 6, 8, 10), Chris Norman / Pete Spencer (3, 4, 7, 9), Dieter Bohlen / Chris Norman (2)
- Producent: Dieter Bohlen
- Współproducent: Luis Rodríguez